# تيم بيري (رائد أعمال)
تيم بيري (بالإنجليزية: Tim Berry)‏ هو رائد أعمال أمريكي، ولد في 1948 في يوجين في الولايات المتحدة.